# San Vincenzo Valle Roveto
San Vincenzo Valle Roveto – miejscowość i gmina we Włoszech, w regionie Abruzja, w prowincji L’Aquila.
Według danych na rok 2004 gminę zamieszkiwało 2576 osób, 59,9 os./km².